# Кольонія-Копляни
Кольонія-Копляни (пол. Kolonia Koplany) — село в Польщі, у гміні Юхновець-Косьцельний Білостоцького повіту Підляського воєводства.
Населення — 154 особи (2011).
У 1975-1998 роках село належало до Білостоцького воєводства.

## Демографія
Демографічна структура станом на 31 березня 2011 року:
|          | Загалом | Допрацездатний вік | Працездатний вік | Постпрацездатний вік |
| -------- | ------- | ------------------ | ---------------- | -------------------- |
| Чоловіки | 74      | 22                 | 41               | 11                   |
| Жінки    | 80      | 16                 | 47               | 17                   |
| Разом    | 154     | 38                 | 88               | 28                   |